# Siphona maculata
Siphona maculata är en tvåvingeart som beskrevs av Rasmus Carl Staeger 1849. Siphona maculata ingår i släktet Siphona och familjen parasitflugor. Arten är reproducerande i Sverige. Inga underarter finns listade i Catalogue of Life.